# USS Samuel B. Roberts (DE-413)
El USS Samuel B. Roberts (DE-413) de la Armada de los Estados Unidos fue un destructor de escolta de la clase John C. Butler. Fue puesto en gradas en 1943, botado en enero de 1944 y asignado en abril del mismo año. Fue hundido en octubre de 1944 durante la batalla de Samar. En el año 2022 se convirtió en el naufragio más profundo localizado en el planeta tierra con 6.895 metros de profundidad.

## Historia
Con el nombre en honor al marino Samuel B. Roberts, fue puesto en gradas el 6 de diciembre de 1943, botado el 20 de enero de 1944 y asignado el 28 de abril del mismo año.
El Samuel B. Roberts participó de la batalla de Samar el 25 de octubre de 1944 al este de Filipinas. Fue uno de los tres destructores de cobertura de la Unidad de Tareas 77.4.3 ("Taffy 3")  que enfrentaron a la muy superior flota japonesa de Takeo Kurita, en su aproximación a los portaviones de escolta. Su participación y su decidida acción junto al (el USS Hoel,  el USS Heermann) y el USS Johnston (DD-557) frustraron el ímpetu japonés en dicha batalla naval. 
El cañoneo de barcos enemigos, finalmente hundió al destructor de escolta. La tripulación en ese entonces constaba de 224 hombres, de los cuales 89 miembros de esta fallecieron.

## Descubrimiento

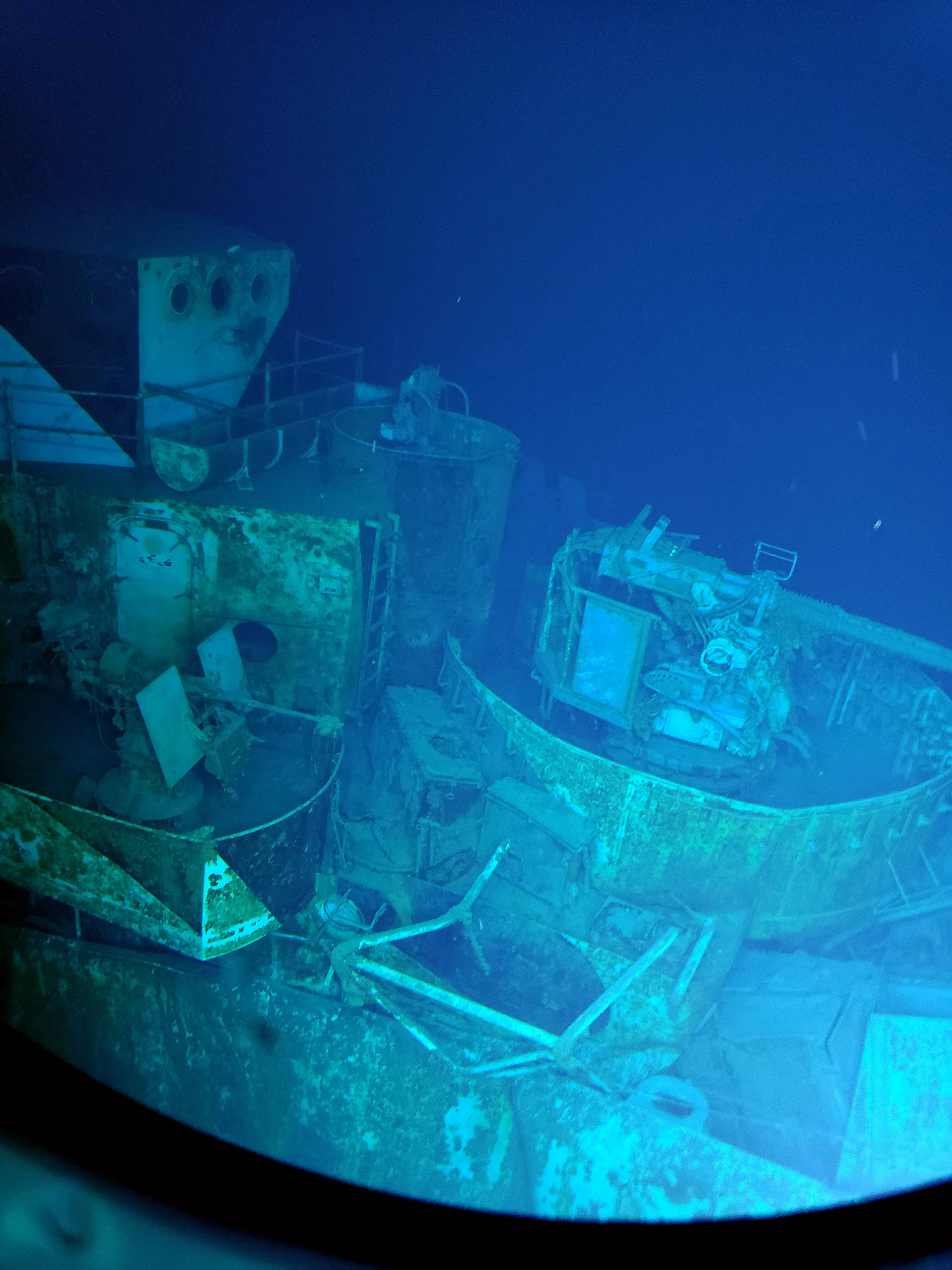
Vista de los restos del USS Samuel.B.Roberts en el fondo del mar.

El 25 de junio de 2022, el destructor fue descubierto a 6.895 metros de profundidad por el explorador estadounidense Victor Vescovo junto a la compañía Caladan Oceanic y se convirtió en el naufragio más profundo hasta ahora localizado, superando al USS Johnston (DD-557). En él se localizaron varios golpes como agujeros de balas principalmente en la popa.

"El heroísmo de su capitán y su tripulación es legendario en la Marina, y fue un gran honor encontrar su lugar de descanso final. Creo que ayuda a cerrar la historia del barco, para las familias de los que se perdieron y los que sirvieron en él. Creo que el hecho de que un barco desaparezca en las profundidades para no volver a ser visto nunca más, puede dejar a los relacionados con el barco con una sensación de vacío”
Victor Vescovo a CNN

Según el explorador Vescovo, el Samuel B. Roberts se partió en dos trozos que se encuentran a 10 metros de distancia uno del otro y está sobre su quilla, el naufragio se observa como bien conservado en sus estructuras. El buque se encuentra descansando en el Mar de Filipinas donde se produjo la última batalla en la que participó.